# BBC Knowledge (International)
BBC Knowledge er en international tv-kanal som sender faktaprogrammer og ikke-fiktive underholdningsprogrammer fra BBC og fra andre britiske produktionsselskaber. 
Kanalen må ikke forveksles med gamle BBC Knowledge, som var en tidligere britisk digitalkanal (blev nedlagt i 2002). Kanalen er ejet af BBC Worldwide.
Kanalen kan fra december 2010 modtages i Danmark via digitalt kabel-tv fra YouSee
| Fjernsyn | Spire Denne artikel om en tv-kanal er en spire som bør udbygges. Du er velkommen til at hjælpe Wikipedia ved at udvide den. |